# 松倉城 (飛騨国)
松倉城（まつくらじょう）は、岐阜県高山市にあった日本の城（山城）。国の史跡に指定されている。

## 構造
高山市街の西南、標高856.7メートル（比高360メートル）の松倉山を活用して築かれ、本丸・二の丸・三の丸・出丸が配置された。石垣で固められた曲輪の遺構が残り、1956年（昭和31年）に岐阜県の県指定史跡となった。

## 歴史
1579年（天正7年）、飛騨の国人姉小路頼綱が築城し、居城を桜洞城から移した。
自綱は羽柴秀吉に対抗すべく越中富山城主佐々成政と手を組んだが、そのため1585年（天正13年）に、秀吉から三木討伐の命を受けた越前大野城主金森長近が飛騨に侵攻しこれを制圧した。この戦いで難攻不落を誇った松倉城は味方の裏切りで落城し、その後金森氏の管理下に置かれ改修が行われたが、1588年（天正16年）、高山城築城により廃城となった。

## アクセス
JR高山本線高山駅下車、濃飛バス約10分「飛騨の里」下車、徒歩約20分。

## 逸話
- 高山盆地を眼下に見おろし、北は越中、南は岐阜、東は木曽、西は郡上に通ずる街道を一望できる。